# 45街車站 (BMT第四大道線)
45街車站（英語：45th Street station）是紐約地鐵BMT第四大道線的一個慢車地鐵站，位於布魯克林日落公園45街及第四大道，設有R線（任何時候停站）、W線（僅繁忙時段停站）與N線（僅深夜停站）列車服務。

## 車站結構
| G        | 街道層   | 出入口 |
| M        | 夾層     | 閘機、車站詢問處 |
| P 月台層 | 側式月台 | 側式月台 |
| P 月台層 | 北行慢車 | ← 往森林小丘-71大道 (深夜時往白廳街-南碼頭) (36街) ← 深夜時往阿斯托利亞-迪特馬斯林蔭路 (36街) ← 往阿斯托利亞-迪特馬斯林蔭路 (只限平日時段) (36街) |
| P 月台層 | 北行快車 | ← 不停靠 |
| P 月台層 | 南行快車 | → 不停靠 → |
| P 月台層 | 南行慢車 | → 往灣脊區-95街 (53街) → → 深夜時往康尼島-斯提威爾大道 (53街) → → 往86街 (只限平日時段) (53街) →                                                  |
| P 月台層 | 側式月台 | |

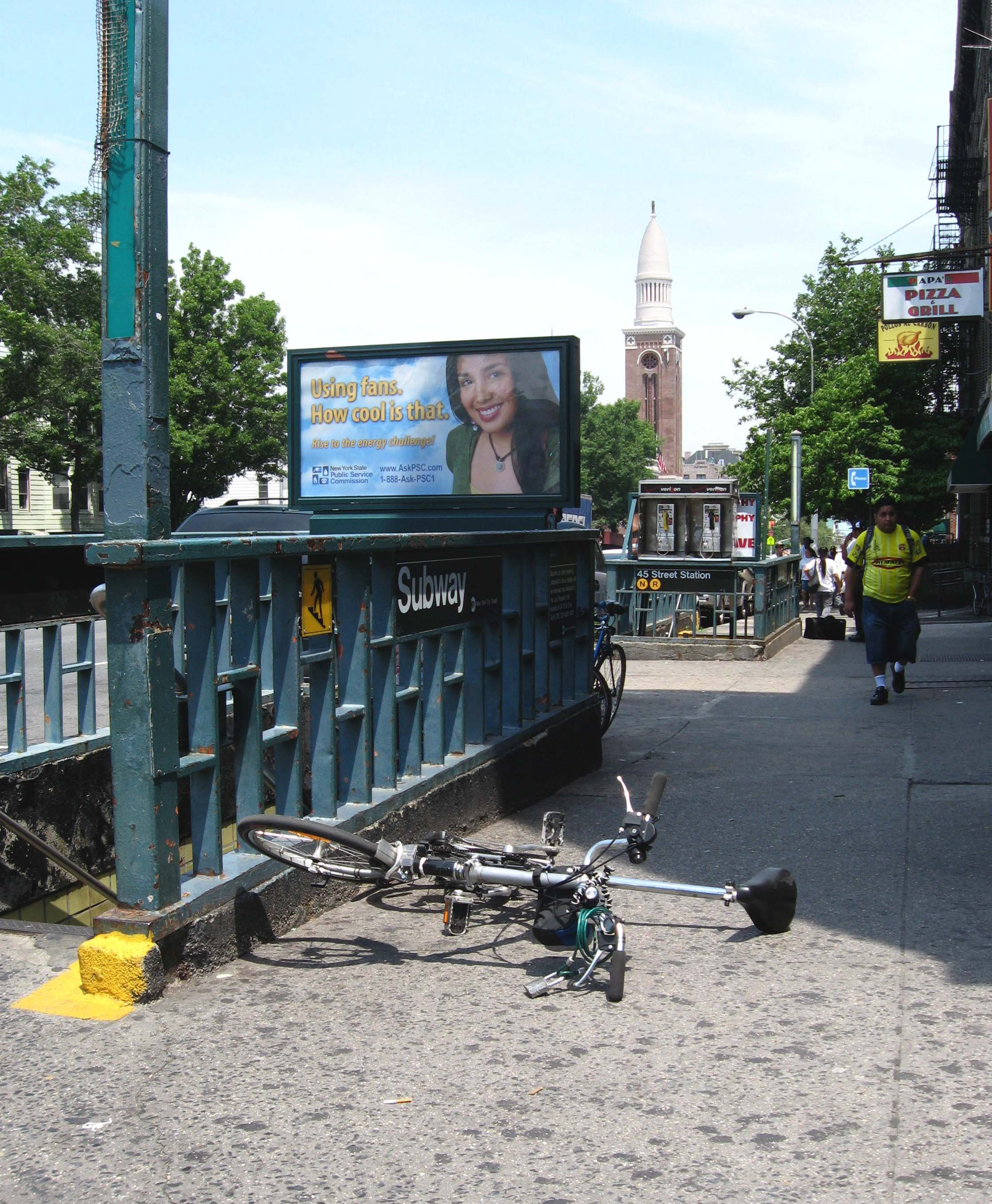
東街梯

此地下車站設有兩個側式月台和四條軌道。兩條中央軌道在日間由N線列車使用。往曼哈頓方向的月台比往灣脊區方向稍為偏北。

## 外部連結
- nycsubway.org—BMT 4th Avenue: 45th Street
- Station Reporter — R Train
- The Subway Nut — 45th Street Pictures（页面存档备份，存于）
- 45th Street entrance from Google Maps Street View（页面存档备份，存于）
- Platforms from Google Maps Street View （页面存档备份，存于）